# Kanton Domène
Der Kanton Domène war bis 2015 ein französischer Wahlkreis im Arrondissement Grenoble, im Département Isère und der Region Rhône-Alpes in Frankreich. Hauptort war Domène, Vertreter im conseil général des Départements war von 1990 bis 2011 Michel Savin (UMP). Ihm folgte Aimée Gros (DVD) nach.
Der Kanton umfasste die Wahlberechtigten aus zwölf Gemeinden:
| Gemeinde              | Einwohner Jahr | Fläche km² | Bevölkerungsdichte | Code INSEE | Postleitzahl |
| --------------------- | -------------- | ---------- | ------------------ | ---------- | ------------ |
| Chamrousse            | 473 (2013)     | –          | – Einw./km²        | 38567      | 38410        |
| La Combe-de-Lancey    | 701 (2013)     | 18,55      | 38 Einw./km²       | 38120      | 38190        |
| Domène                | 6686 (2013)    | 5,29       | 1264 Einw./km²     | 38150      | 38420        |
| Laval                 | 987 (2013)     | 25,33      | 39 Einw./km²       | 38206      | 38190        |
| Murianette            | 878 (2013)     | 6,07       | 145 Einw./km²      | 38271      | 38420        |
| Revel                 | 1390 (2013)    | 29,55      | 47 Einw./km²       | 38334      | 38420        |
| Sainte-Agnès          | 553 (2013)     | 26,85      | 21 Einw./km²       | 38350      | 38190        |
| Saint-Jean-le-Vieux   | 262 (2013)     | 4,59       | 57 Einw./km²       | 38404      | 38420        |
| Saint-Martin-d’Uriage | 5419 (2013)    | 29,69      | 183 Einw./km²      | 38422      | 38410        |
| Saint-Mury-Monteymond | 339 (2013)     | 11,09      | 31 Einw./km²       | 38430      | 38190        |
| Le Versoud            | 4681 (2013)    | 6,35       | 737 Einw./km²      | 38538      | 38420        |
| Villard-Bonnot        | 7266 (2013)    | 5,84       | 1244 Einw./km²     | 38547      | 38190        |

Nur ein Teil der Gemeinde Chamrousse gehörte zum Kanton Domène, der andere Teil zum ehemaligen Kanton Vizille.